# Дагестанська державна філармонія імені Т. Мурадова

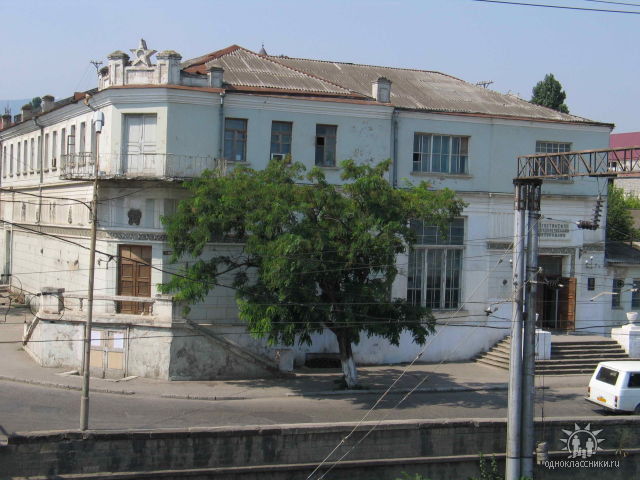
Будівля Дагестанської філармонії

Дагестанська державна філармонія — провідна концертна організація в республіці Дагестан. Розташована в столиці республіки — місті Махачкалі за адресою вулиця Тихонова, будинок 7. Носить ім'я Татама Мурадова — дагестанського композитора і співака, що був першим із дагестанських музикантів удостоєний почесного звання «Заслужений діяч мистецтв Дагестанської АРСР».

## Історія
Заснована у січні 1944 року Постановою Ради Народних Комісарів Дагестанської АРСР та Бюро Обкому ВКП (б) від 20.12.1943 року на базі Дагестанського концертного бюро. У початковий склад були включені національний ансамбль пісні та танцю, російська та національна концертно-естрадні групи, циркова група. В 50-ті роки в самостійний колектив виділився музичний лекторій, який і донині веде активну просвітницьку роботу.
В 60-70 роки у складі філармонії працювали такі колективи, як вокально-інструментальний ансамбль «Гуніб» під орудою В. Войлера, ансамбль «Горянські самоцвіти» під орудою М.Гасанова, ансамбль циганської пісні під орудою В. Бузилева, ансамбль ліліпутів «Усмішка» під орудою В. Аверіна, ансамбль «Дружба» під орудою М. Улакаєва, колектив «Цирк на сцені» під орудою П. Петрика, естрадна шоу-група «Карнавал» під орудою В. Гамалієва, естрадна група «Асса» під орудою О. Мякишева. В 80-ті роки внаслідок реорганізації невеликі колективи припинили свою діяльність або перейшли у філармонії інших міст.

## Сучасність
Діяльність філармонії спрямована на вирішення найважливіших та актуальних завдань — формування та виховання художнього смаку слухачів, збільшення аудиторії, різноманітність пропонованих концертних програм. У філармонії виступають артисти Адам Максудов, Мухсин Камалов, Долорес Стрінадкіна, Манурі Магомедов, Заїра Гасанова, Заїра Даібова вносять свій творчий внесок у збереження та розвиток класичної музики.
Щорічно Дагестанська філармонія проводить популярні у слухачів літні концерти студентів консерваторій Росії, в якому взяли участь молоді дагестанські музиканти, які навчаються в Московській, Саратовській, Астраханській, Ростовській, Нижегородській консерваторіях. Цією традицією філармонія вносить свій внесок у вирішення кадрових проблем республіки в галузі музичного виконавства. Керівництво та артисти філармонії взяли активну участь у підготовці та проведенні концертних програм Днів Республіки Дагестан в Москві.
1995 року силами Дагестанської державної філармонії була вперше поставлена національна опера «Хочбар», що стало приводом для заснування Дагестанського Державного театру опери та балету.
В філармонії працюють такі колективи:
- Камерний оркестр (1988 р.), диригент-заслужена артистка РФ Заріфа Абдуллаєва;
- Джаз-оркестр (1995 р.), диригент-народний артист РД Магомед Абакаров;
- Музичний лекторій;
- Струнний квартет;
- Солісти-вокалісти-виконавці на мовах народів Дагестану;
- Вокальний ансамбль «Ерідан», керівник-заслужена артистка РД Мадіна Ісмаїлова;
- Ансамбль сучасного танцю «Адемос», керівник-Зулейха Акавова.
- Майстер художнього слова, заслужена артистка РФ Фаїна Графченко;